# Rschawtschyk
Rschawtschyk (ukrainisch Ржавчик; russisch Ржавчик Rschawtschik) ist ein Dorf in der ukrainischen Oblast Charkiw mit etwa 800 Einwohnern (2001).
Das 1821 gegründete Dorf liegt auf einer Höhe von 157 m am Ufer der Orilka (Орілька), einem 95 km langen, linken Nebenfluss des Oril, 13 km südlich vom ehemaligen Rajonzentrum Perwomajskyj und 88 km südlich vom Oblastzentrum Charkiw.
Fünf Kilometer östlich vom Dorf verläuft die Regionalstraße P–51.
Am 12. Juni 2020 wurde das Dorf ein Teil der neugegründeten Stadtgemeinde Perwomajskyj, bis dahin bildete es die gleichnamige Landratsgemeinde Rschawtschyk (Ржавчицька сільська рада/Rschawtschyzka silska rada) im Süden des Rajons Perwomajskyj.
Am 17. Juli 2020 kam es im Zuge einer großen Rajonsreform zum Anschluss des Rajonsgebietes an den Rajon Losowa.

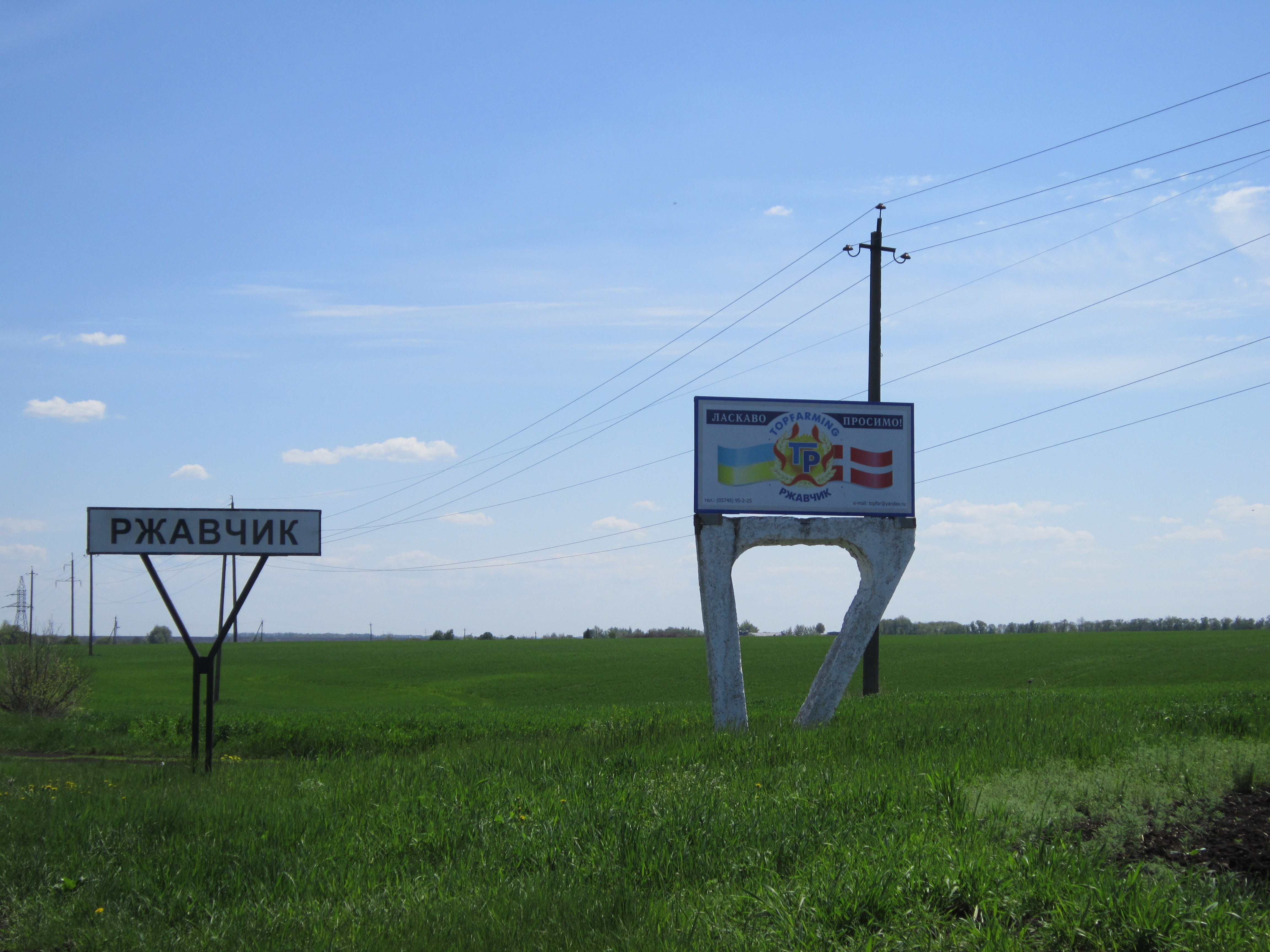
Dorfeingang
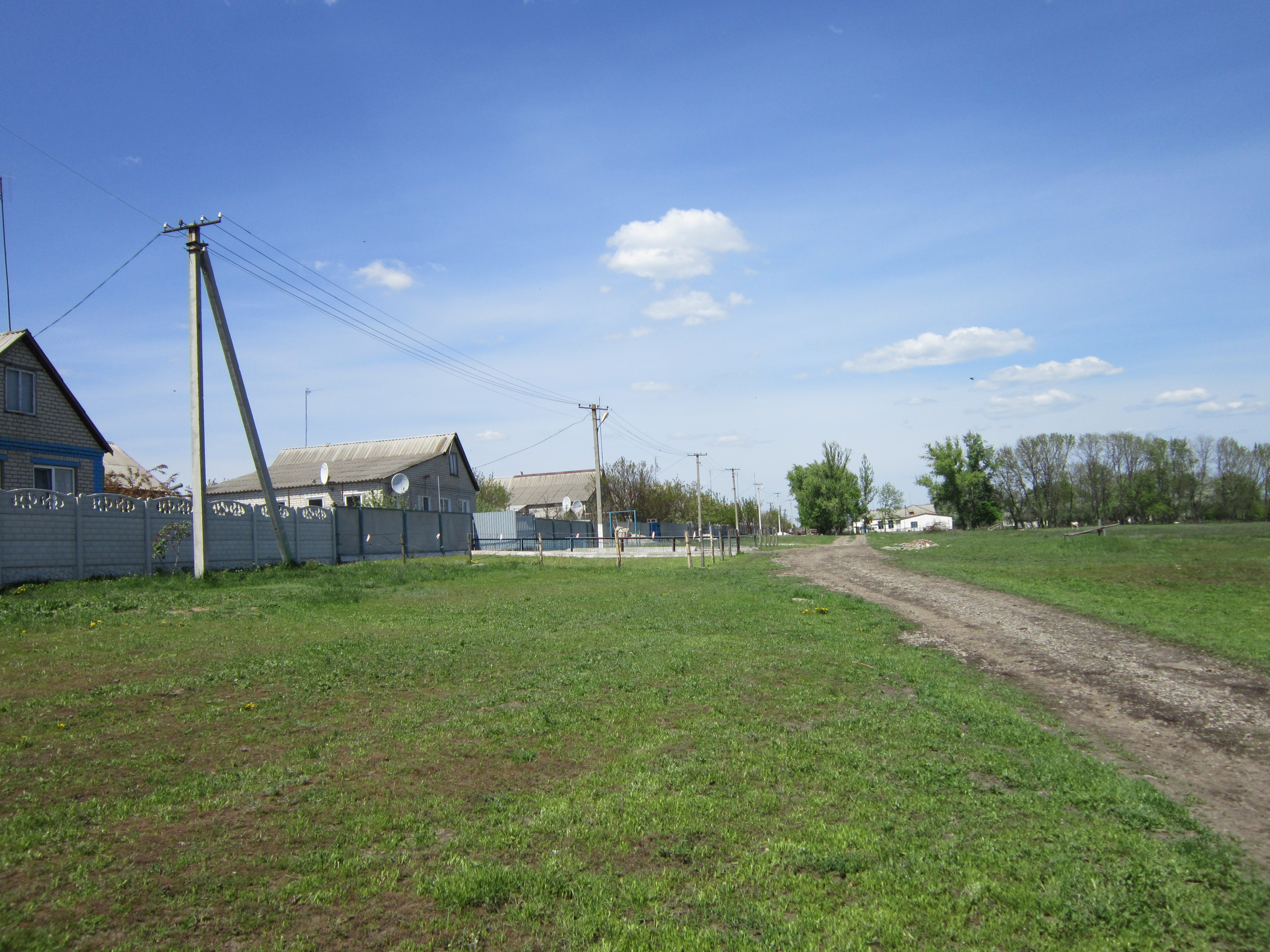
Straße im Dorf
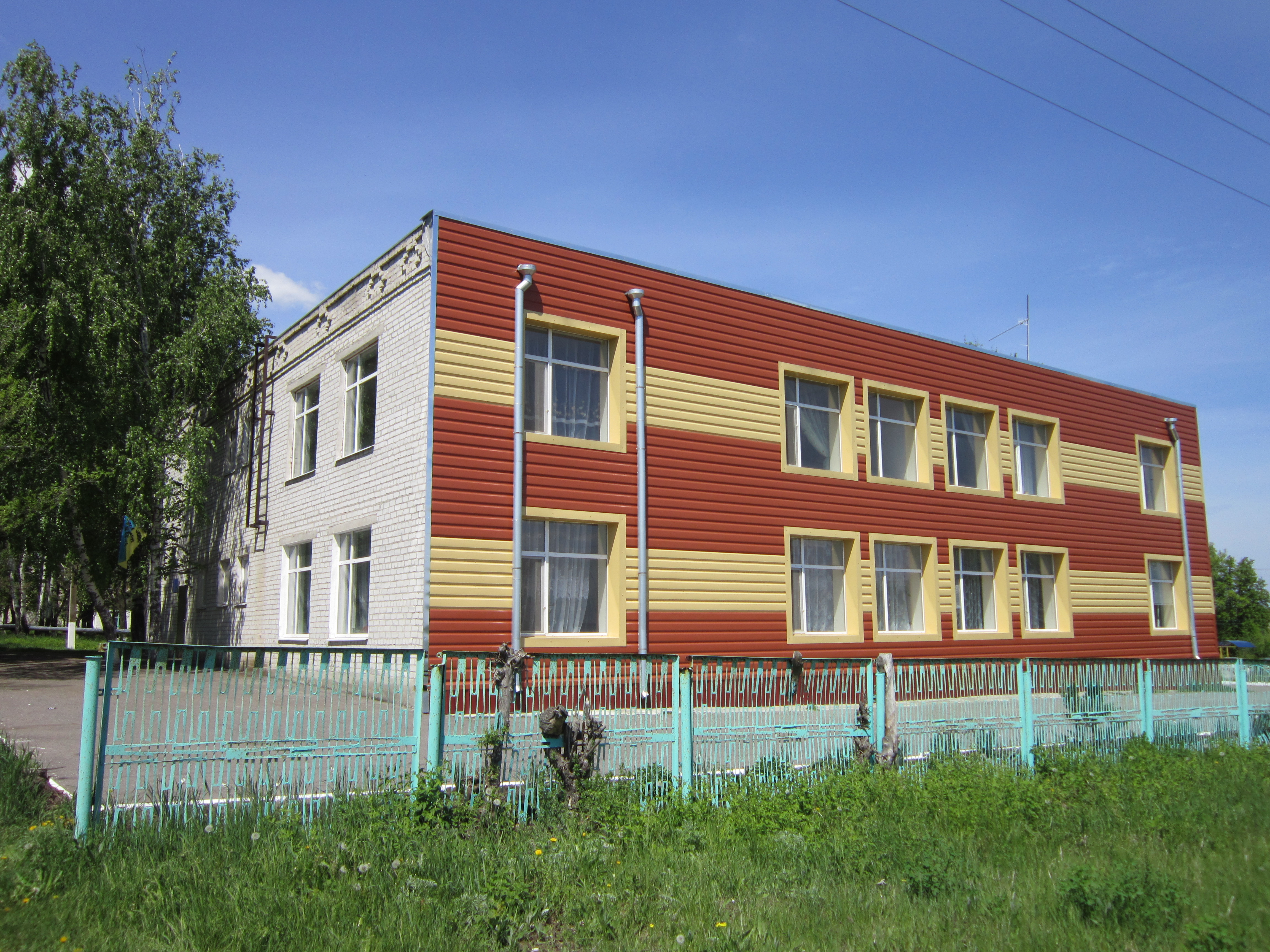
Schulgebäude mit Kindergarten
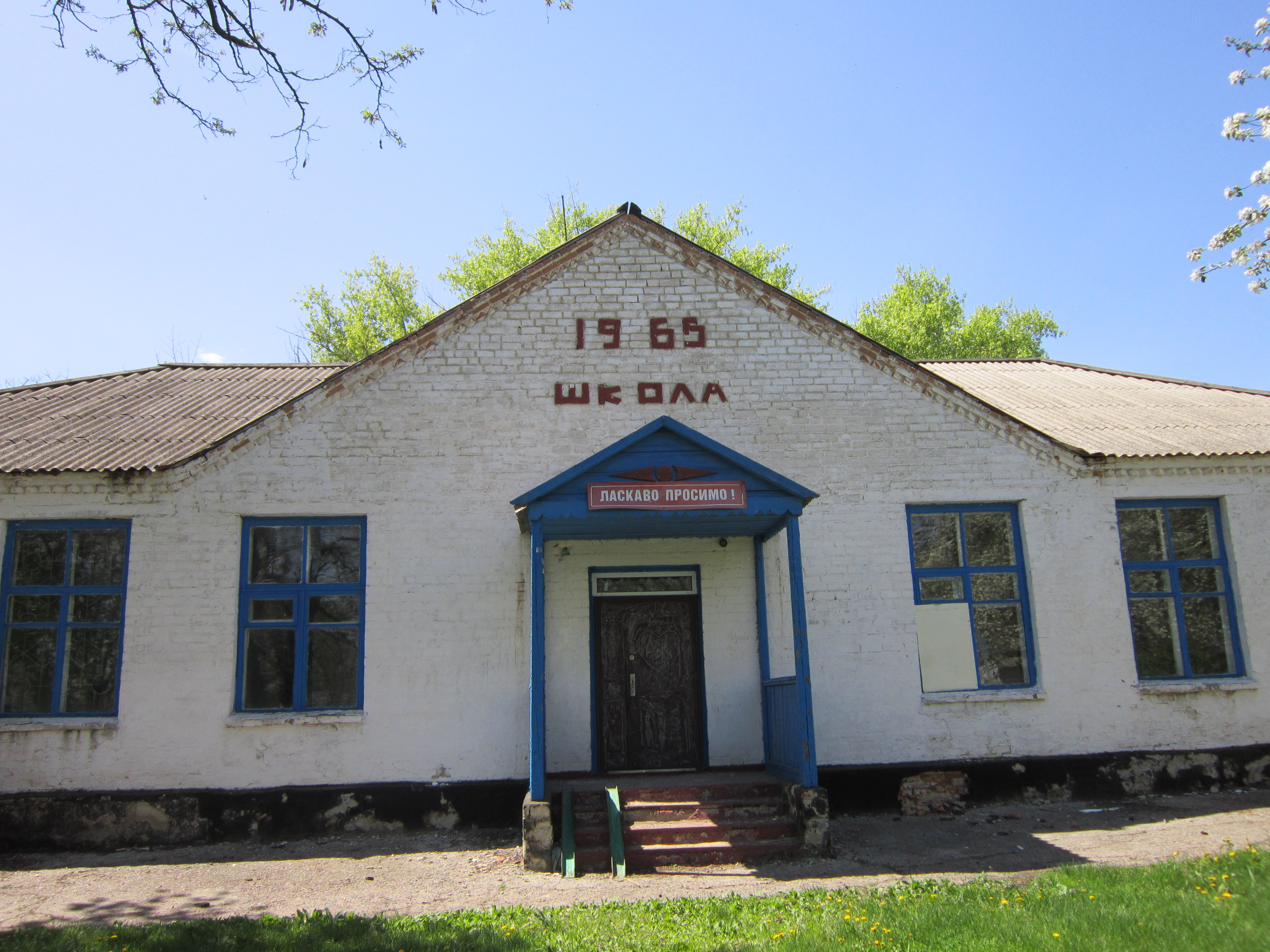
Alte Schule
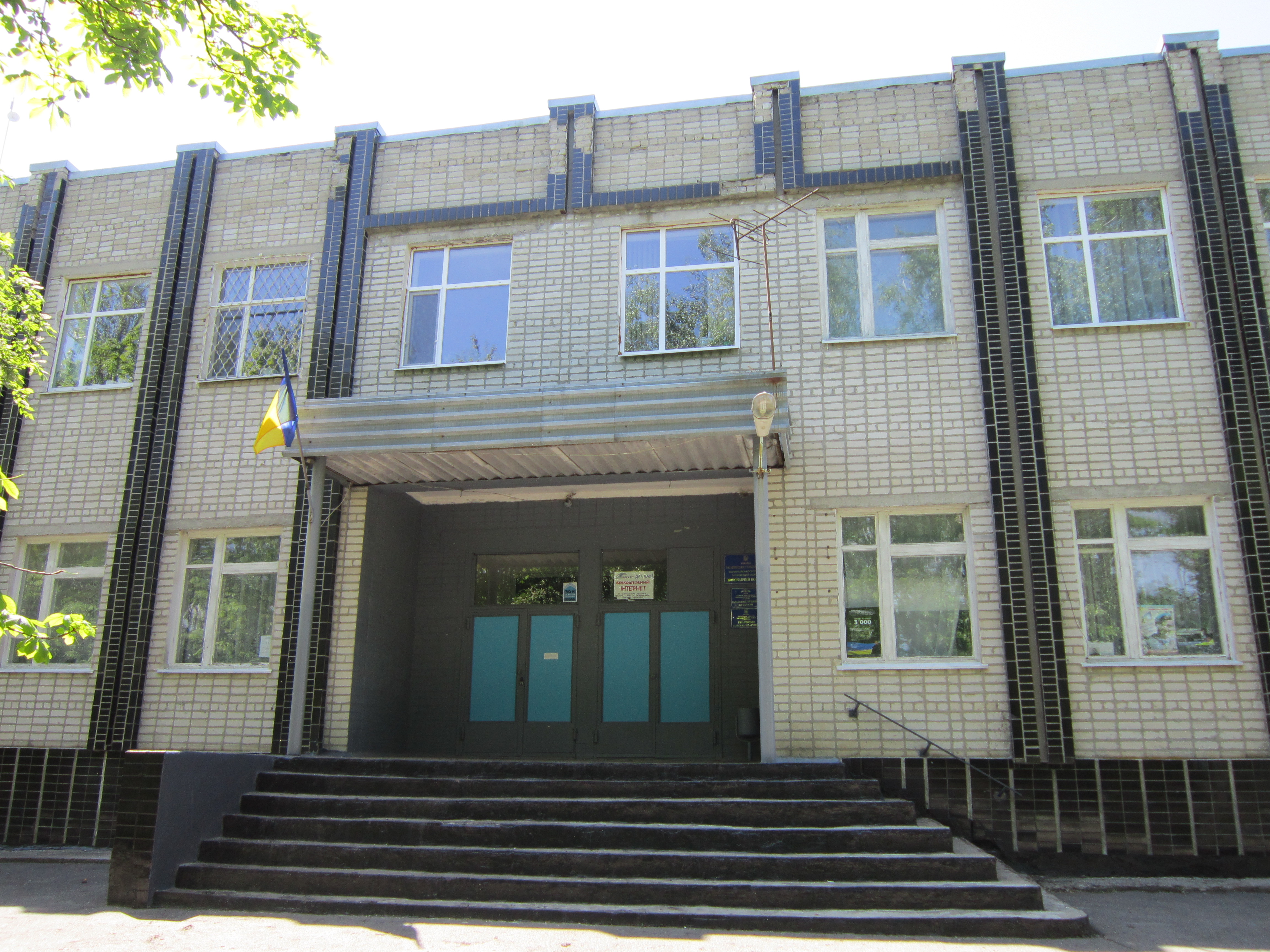
Gebäude des Gemeinderates
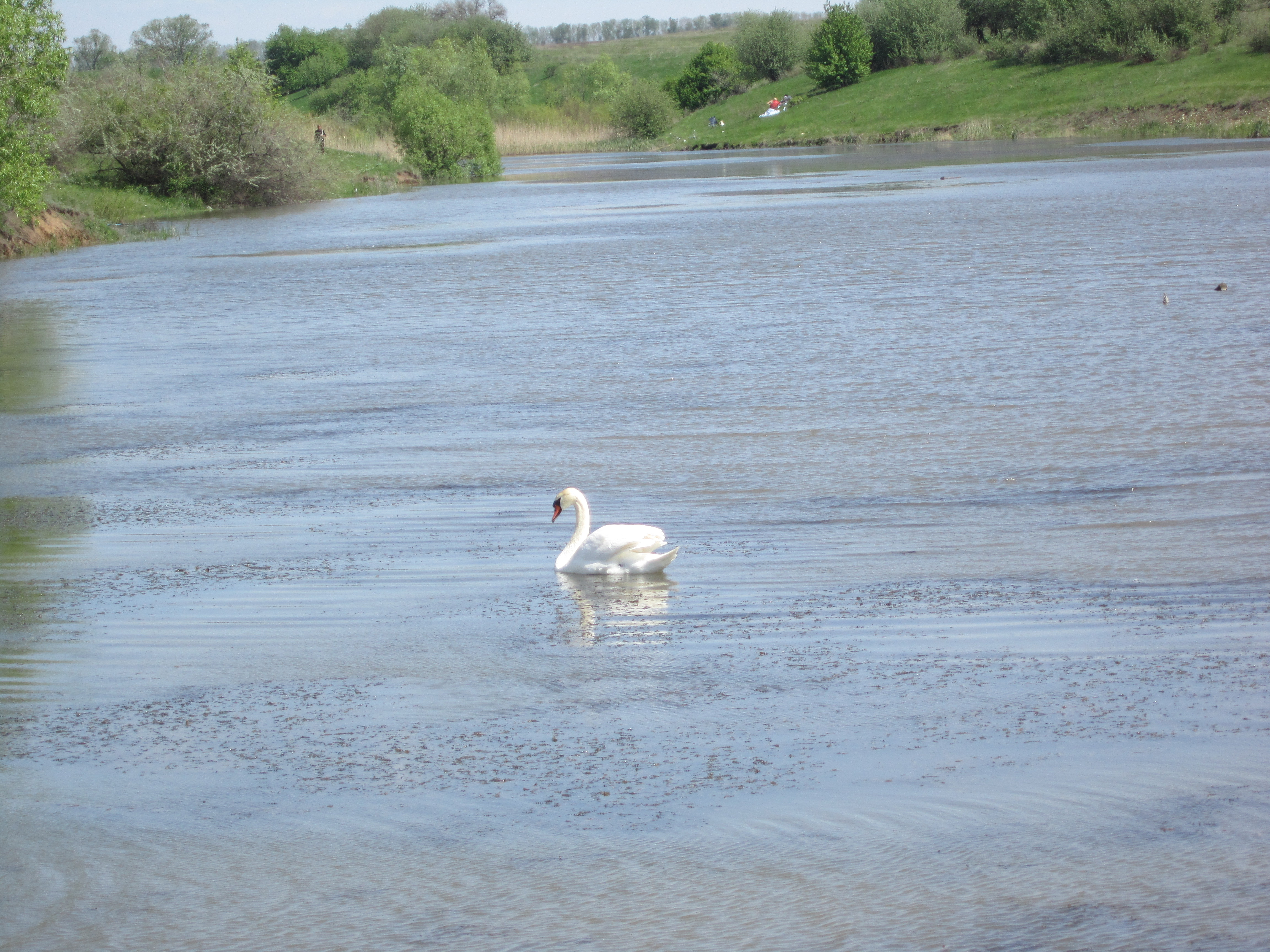
Dorfteich